# Ombrografia
L’ombrografia è la rappresentazione ottica effettuata con un metodo che rivela la mancanza di uniformità nei mezzi trasparenti quali aria, acqua o vetro. Esso è correlato, ancorché più semplice, al metodo Schlieren e alla strioscopia, che hanno funzioni similari. L'ombrografia è un metodo di visualizzazione di flussi.
In linea di principio, noi non possiamo vedere una differenza nella temperatura, un gas diverso o un'onda d'urto nell'aria trasparente. In ogni caso tutte queste perturbazioni rifrangono i raggi di luce, cosicché esse possono generare delle ombre. Il pennacchio di aria calda emergente da una fiamma, per esempio, può essere visto grazie all'ombra che la luce uniforme dei raggi solari getta su una superficie vicina. 

## Ombrogramma della luce solare
Alcuni predatori acquatici individuano le loro prede trasparenti a causa dell'ombra da loro gettata sul fondo del mare. Ciò non di meno fu Robert Hooke che per primo dimostrò scientificamente l'ombrogramma della luce solare e Jean-Paul Marat che per primo lo utilizzò per studiare il fuoco. Un moderno resoconto sull'ombrografia viene fornito da G.S. Settles.

## Applicazioni
Le applicazioni dell'ombrografia sono molto vaste. Essa viene usata in ingegneria aerospaziale per esaminare il flusso relativo a velivoli ad alta velocità e missili, così come nelle ricerche sulla combustione, in balistica, nelle esplosioni e nelle prove sul vetro. Essa è ideale per l'identificazione degli schemi di comportamento dei flussi.

### Ombrogramma
Secondo F. J. Weinberg, il risultato della tecnica ombrografica dovrebbe essere denominato "ombrogramma". Un ombrogramma non è un'immagine focalizzata, ma una vera e propria ombra. Nell'ombrogramma le differenze d'intensità della luce sono proporzionali alla derivata seconda spaziale (laplaciano) del campo dell'indice di rifrazione nel mezzo trasparente in studio. Quando la distanza dalla perturbazione di trasparenza dall'ombra gettata diviene eccessiva, allora l'ombra non costituisce più un'utile rappresentazione della perturbazione che l'ha causata.

### Cartoni animati
La ombrografia e l'ombrogramma sono stati usati nell'animazione, ove essi rafforzano il realismo del cartone animato. Uno dei primi utilizzi nell'animazione fu fatto dalla Walt Disney Pictures nelle Sinfonie allegre de I tre moschettieri ciechi del 1936.

### Cartoline
In più il termine "ombrografia" fu utilizzato dall'editore inglese di cartoline E.T.W. Dennis & Sons Ltd. di Londra e Scarborough per una serie di cartoline degli anni cinquanta. In esse una piccante scena poteva essere vista attraverso ciò che appariva come un'innocente immagine, quando una luce veniva proiettata attraverso la cartolina.

## Galleria di immagini
| - a) ombrografia preistorica, b) ombrogramma alla luce solare di un bicchiere di martini, c) ombrogramma "focalizzato" della comune esplosione di un petardo, d) ombrogramma di "Edgerton" di un fucile d'assalto AK47 che spara | - Ombrogramma di un pennacchio turbolento di aria calda emergente da una griglia domestica a gas per barbecue. - ombrogramma di "Edgerton" di una pallottola in "volo" - Ombrogramma di un'onda d'urto da una pallottola che viaggia a velocità supersonica dopo essere stata sparata da un fucile. La tecnica ottica dell'ombrografia svela che la pallottola viaggia a circa 1,9 Mach. A sinistra e a destra archi di onde e code di onde emergono dalla pallottola ed è visibile anche la loro scia turbolenta. |